# Andrej Jepisjin
Andrej Jepisjin (ryska: Андрей Епишин), född 10 juni 1981 i Zjukovskij, är en rysk friidrottare som tävlar på 60 och 100 meter.
Jepisjin deltog vid de olympiska sommarspelen 2004 i Aten där han blev utslagen i sin kvartsfinal. 2006 deltog han vid EM i Göteborg där han blev silvermedaljör på 100 meter efter Francis Obikwelu. Hans tid från finalen 10,10 är likalydande med hans personliga rekord. Han deltog även vid inomhus VM 2006 i Moskva där han blev silvermedaljör efter USA:s Leonard Scott. 
Under 2008 deltog han vid inomhus VM men slutade först på en åttonde plats. Inte heller vid Olympiska sommarspelen 2008 i Peking fick han någon framskjuten placering och blev utslagen i kvartsfinalen. 

## Personliga Rekord
- 60m:  6,52 NR
- 100m: 10,10 NR
- 200m: 21,59